# 訃報 2020年10月
訃報 2020年10月（ふほう 2020ねん10がつ）では、2020年10月に物故した、又は物故が報じられた人物についてまとめる。

## （1日 - 15日）

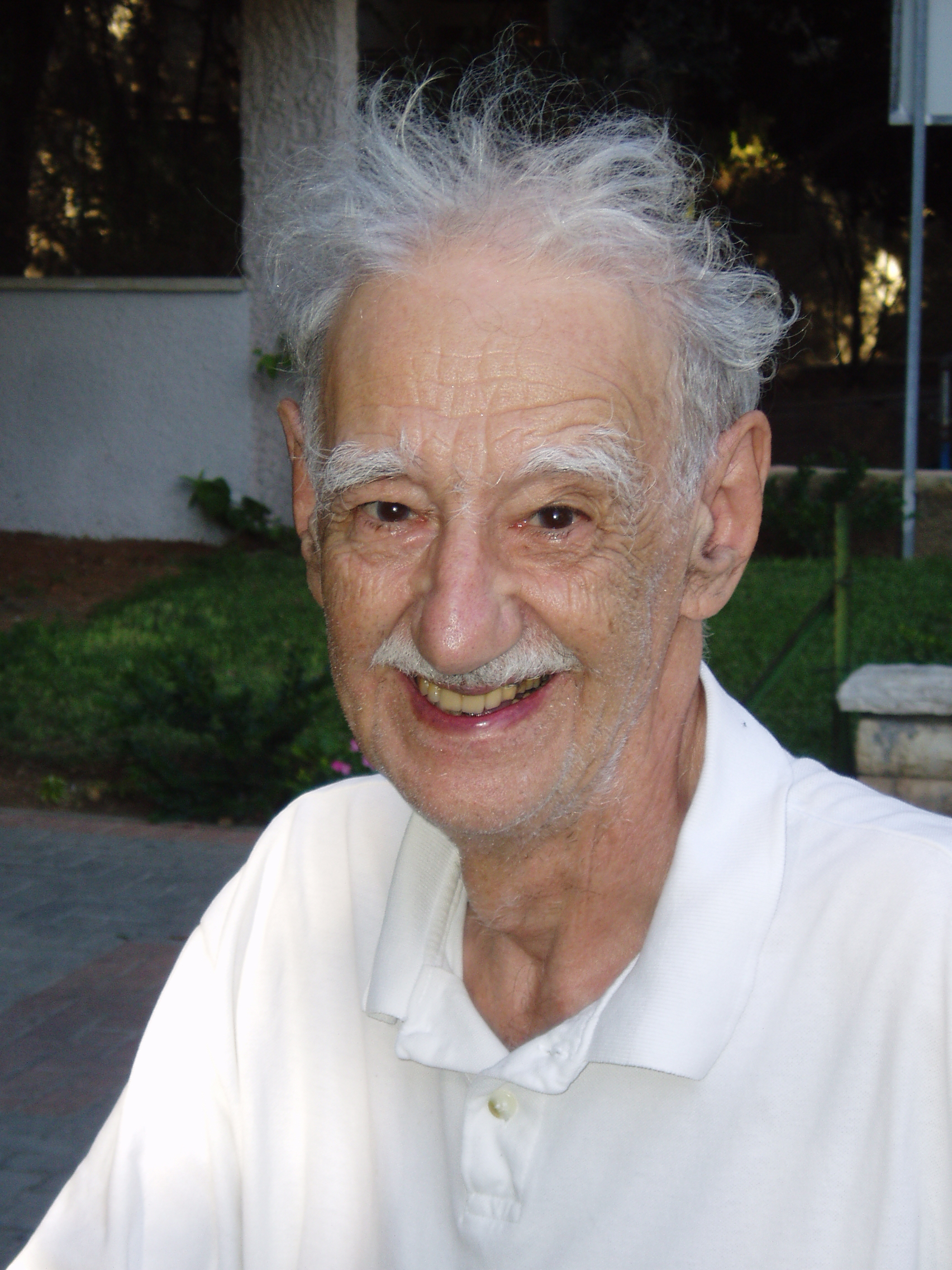
ヴィクター・アブラモヴィッチ・ザルガラー／10月2日没

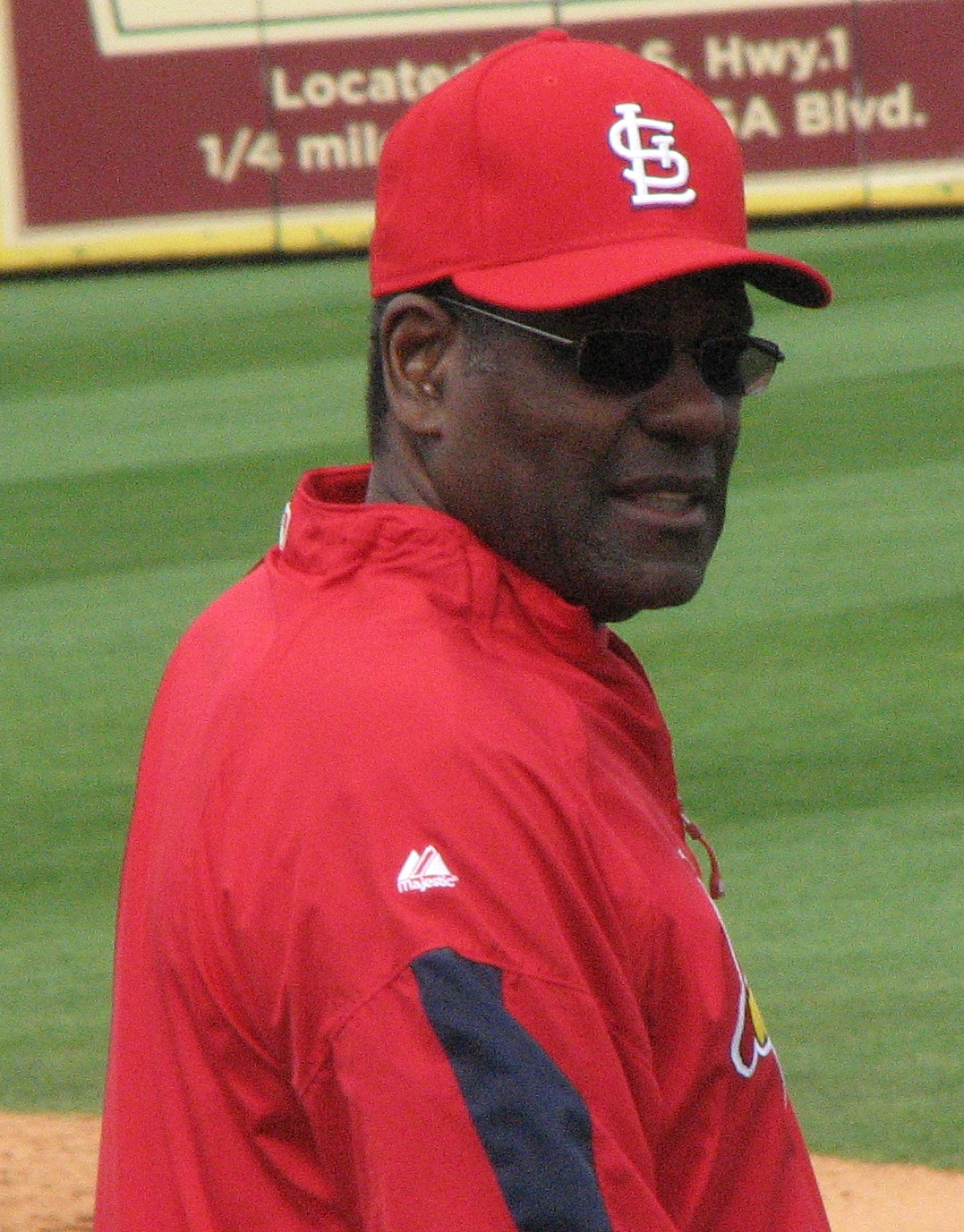
ボブ・ギブソン／10月2日没

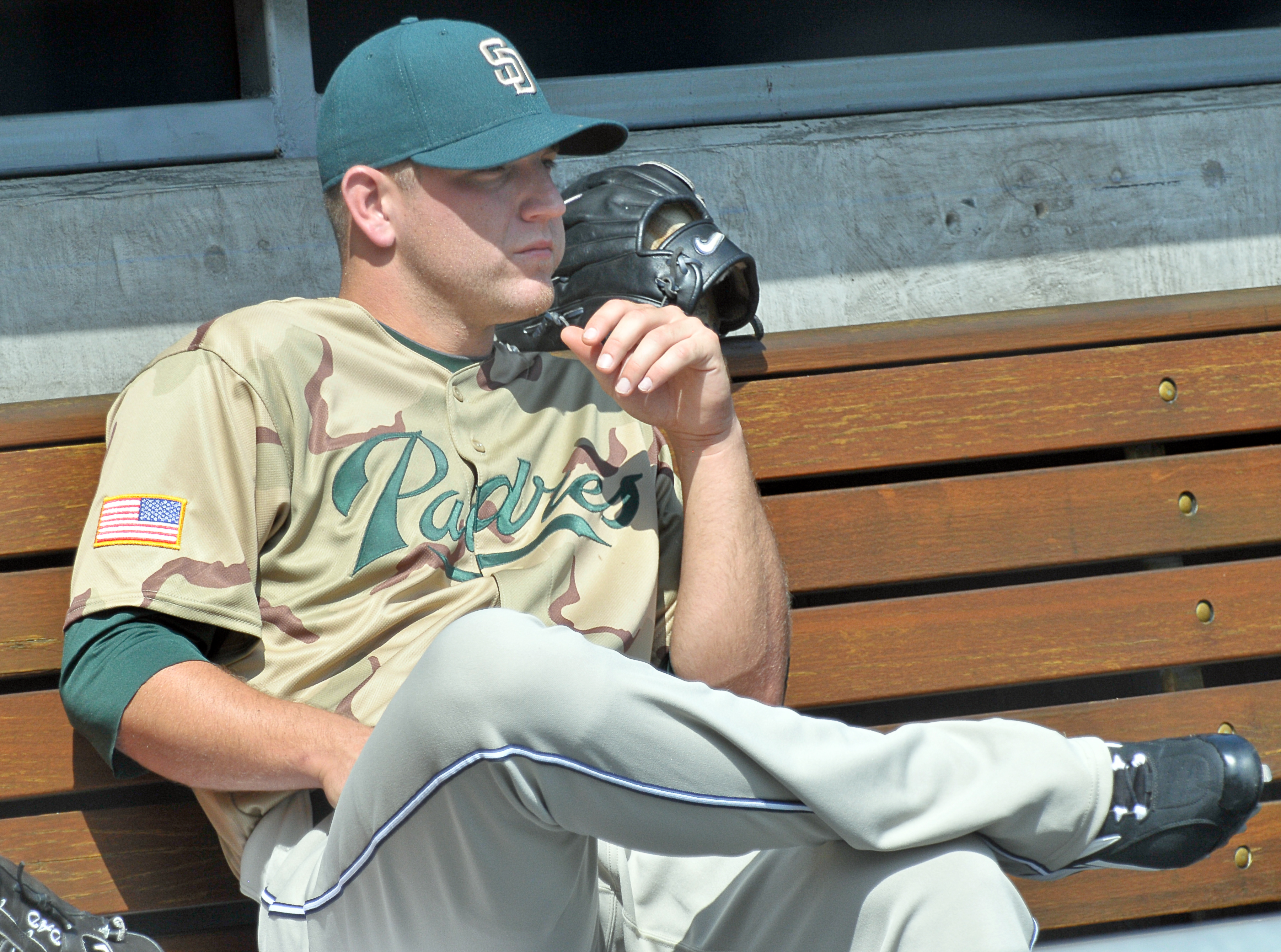
チャーリー・ヘイガー／10月3日没

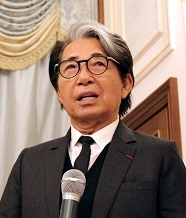
高田賢三／10月4日没

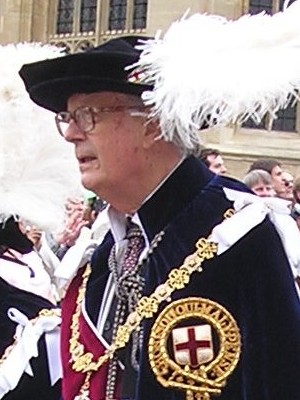
ジョン・ベアリング／10月6日没

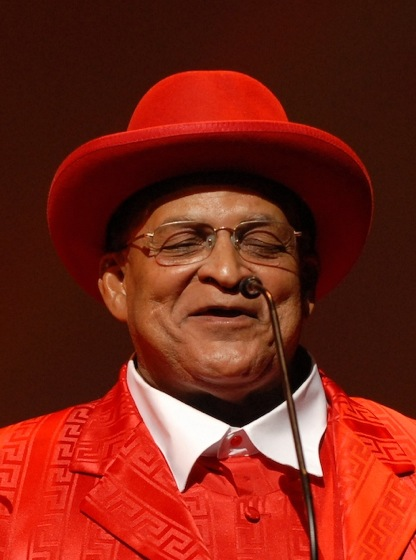
バニー・リー／10月6日没

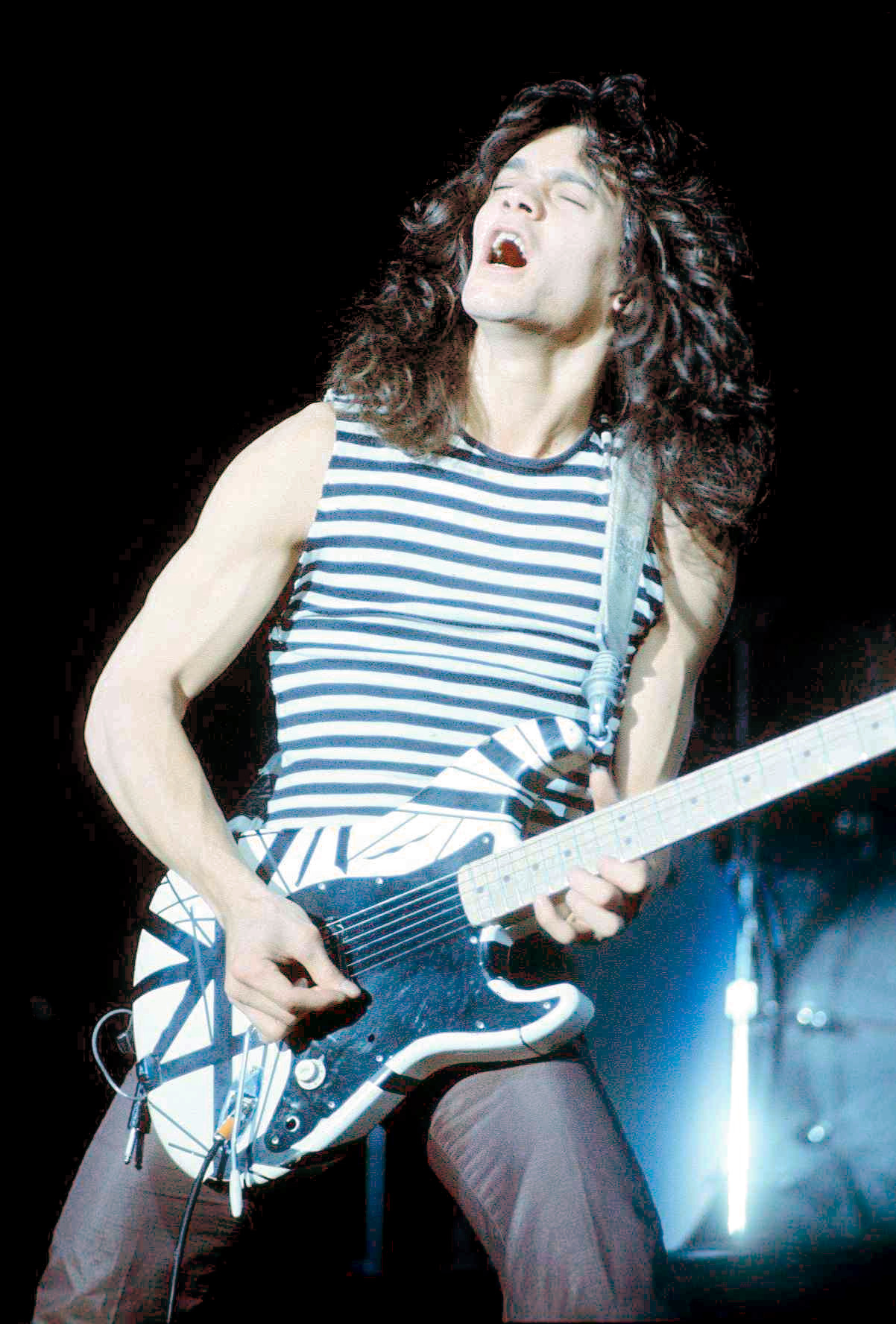
エドワード・ヴァン・ヘイレン／10月6日没

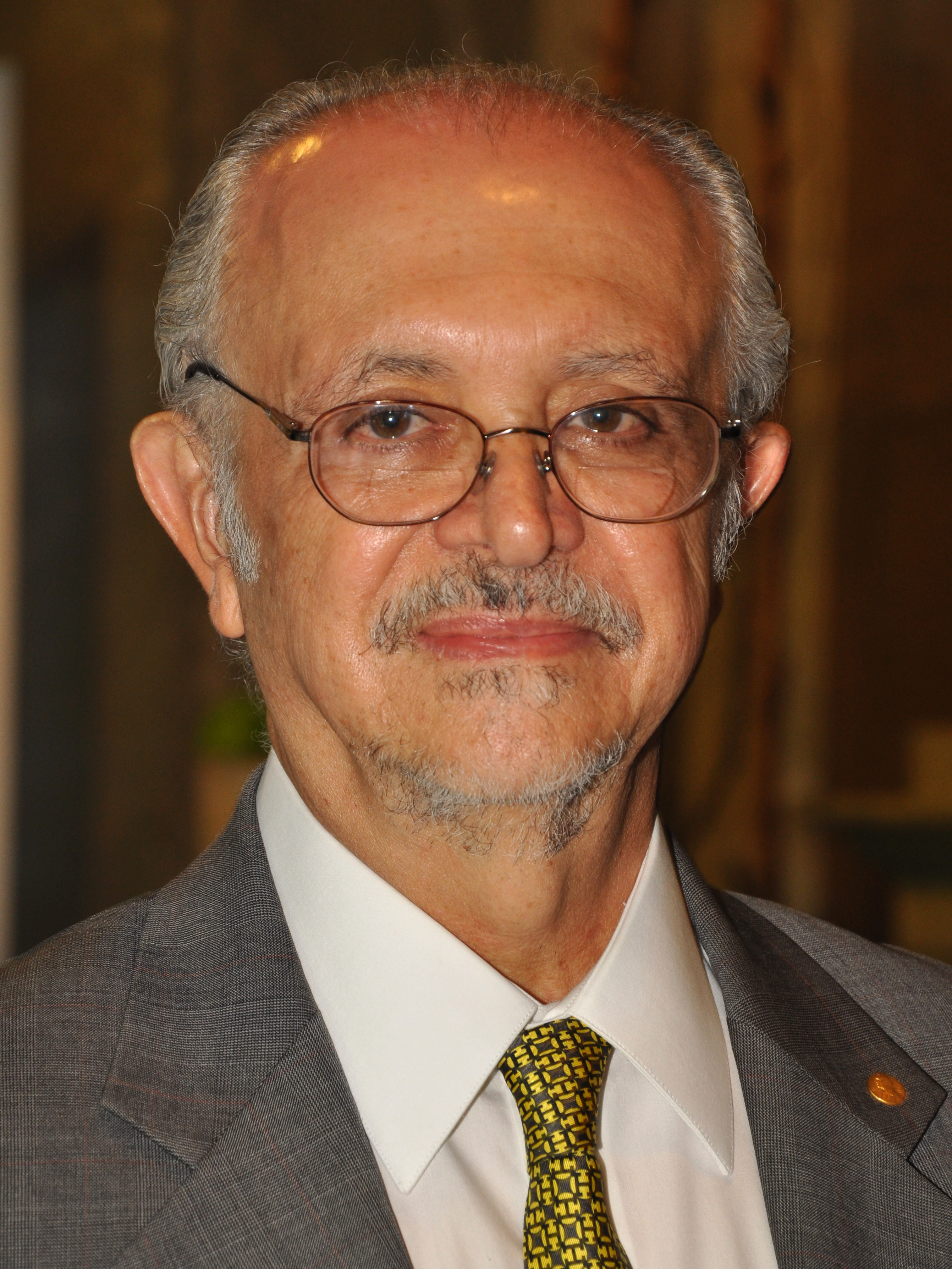
マリオ・モリーナ／10月7日没

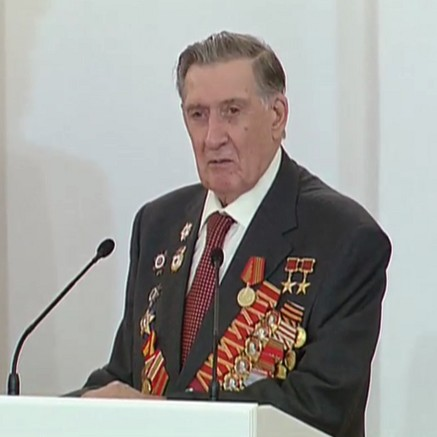
ウラジーミル・ドルギフ／10月8日没

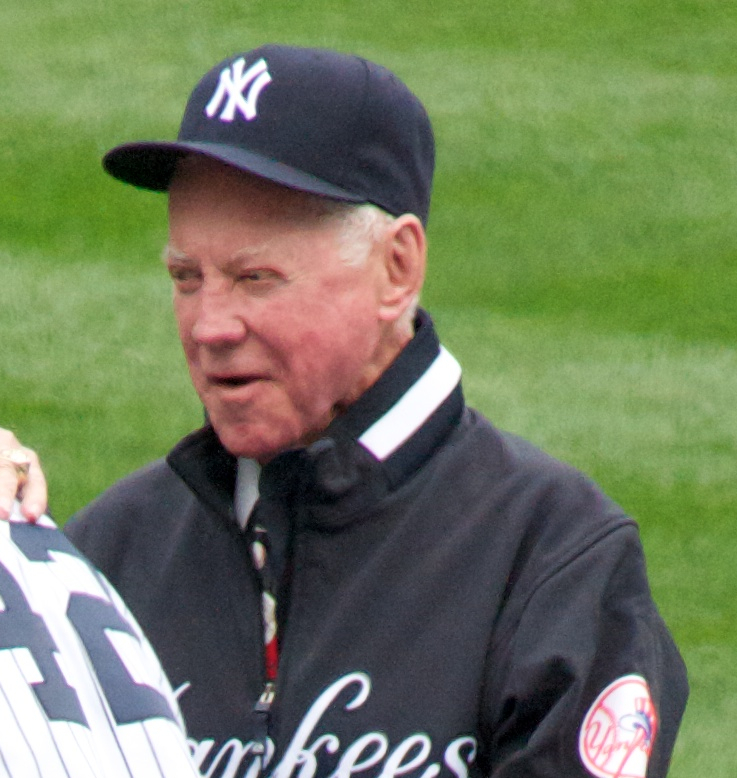
ホワイティー・フォード／10月8日没

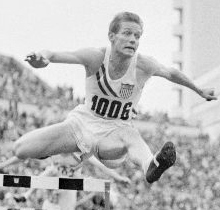
チャールズ・ムーア／10月8日没

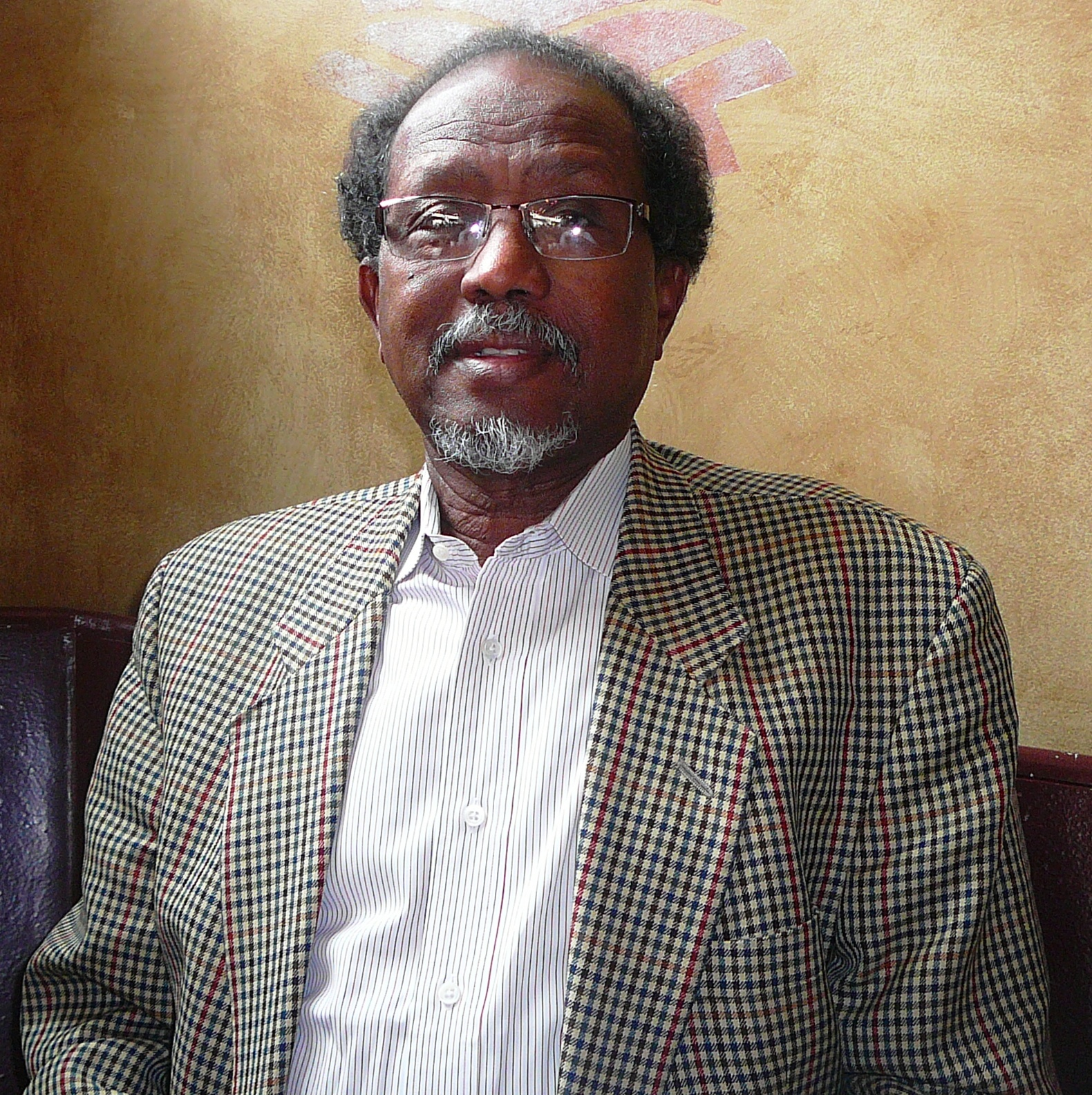
アリ・カリフ・ガライド／10月8日没

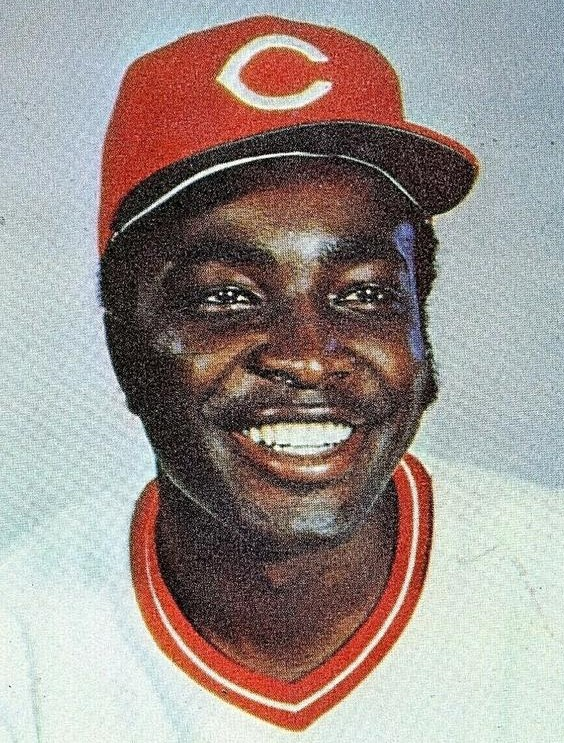
ジョー・モーガン／10月11日没

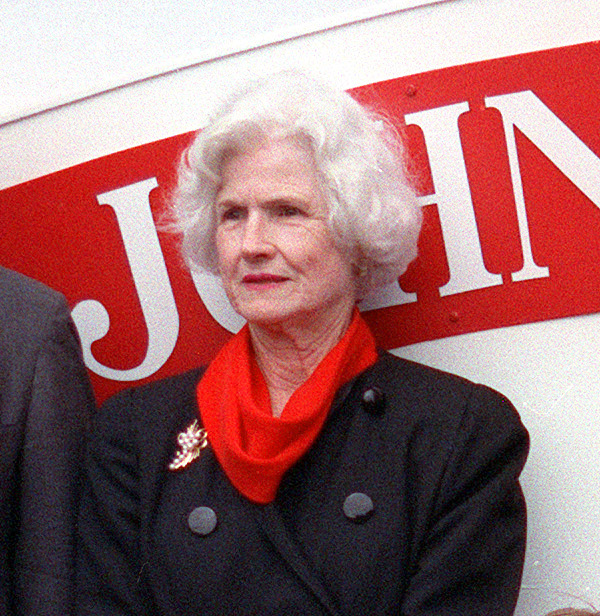
ロバータ・マケイン／10月12日没

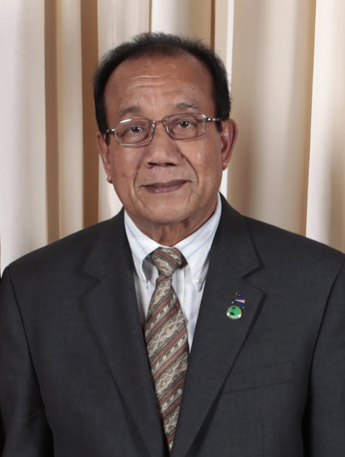
リトクワ・トメイン／10月12日没

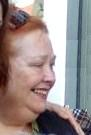
コンチャータ・フェレル／10月12日没

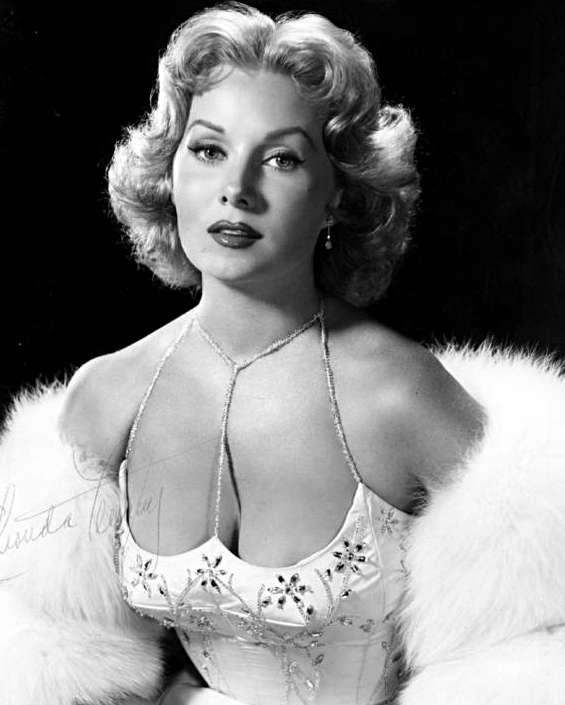
ロンダ・フレミング／10月14日没

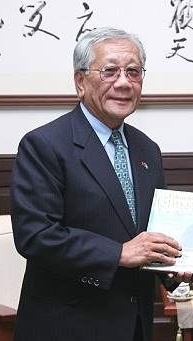
クニオ・ナカムラ／10月14日没

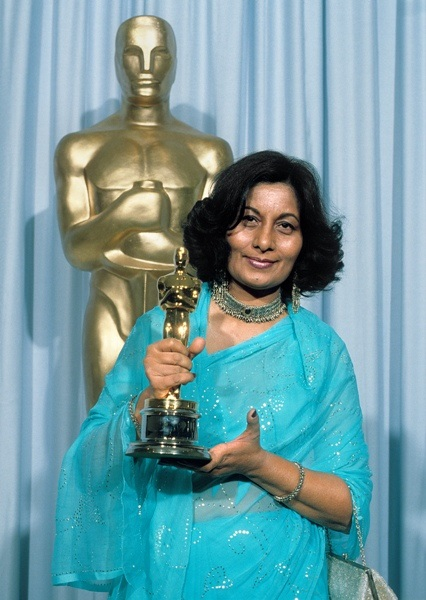
バーヌ・アタイヤ／10月15日没

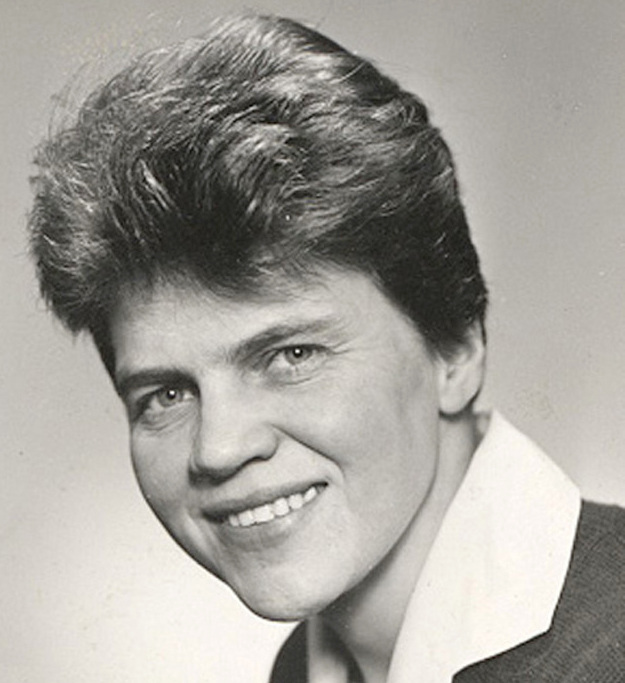
ソーニャ・エドストローム／10月15日没

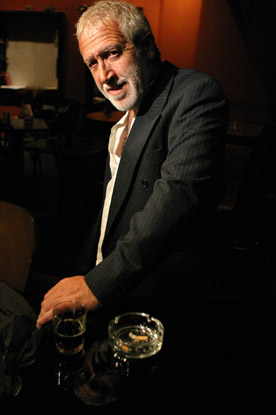
ゴードン・ハスケル／10月15日没

- 10月1日 - 福家英明、日本の天台寺門宗僧侶、園城寺長吏（* 1925年）[1]
- 10月1日 - マレー・シスガル（英語版）、アメリカ合衆国の劇作家、脚本家（* 1926年）[2]
- 10月1日 - デレク・マホン（英語版）、アイルランドの詩人（* 1941年）[3]
- 10月1日 - ゼフ・アイゼンバーグ（英語版）、イギリスのオートバイレーサー、実業家（* 1973年）[4]
- 10月2日 - ヴィクター・アブラモヴィッチ・ザルガラー、ソビエト連邦出身のイスラエルの数学者（* 1920年）[5]
- 10月2日 - クロード・ヴィジェ（英語版）、フランスの詩人（* 1921年）[6]
- 10月2日 - 稲葉清右衛門、日本の実業家、工学博士、ファナック相談役名誉会長（* 1925年）[7]
- 10月2日 - ボブ・ギブソン、アメリカ合衆国の元MLB選手【セントルイス・カージナルス】（* 1935年）[8]
- 10月2日 - 波多野哲朗、日本の映画評論家（* 1936年）[9]
- 10月2日 - ロン・ペラノスキー（英語版）、アメリカ合衆国の元MLB選手・指導者【ロサンゼルス・ドジャース、ミネソタ・ツインズ】（* 1936年）[10]
- 10月2日 - イリナ・スラヴィナ（英語版）、ロシアのニュースサイト編集者（* 1973年）[11]
- 10月3日 - 藤井浩、日本の実業家、元名工建設社長（* 1934年）[12]
- 10月3日 - 金谷良三、日本の声楽家、元同志社女子大学教授（* 1934年?）[13]
- 10月3日 - 安井亮平、日本のロシア文学者、早稲田大学名誉教授（* 1935年）[14]
- 10月3日 - チャーリー・ヘイガー、アメリカ合衆国の元MLB選手【シカゴ・ホワイトソックス、サンディエゴ・パドレス、ロサンゼルス・ドジャース】（* 1983年）[15]
- 10月4日 - 李効再（朝鮮語版）、韓国の社会学者、韓国挺身隊問題対策協議会共同設立者（* 1924年）[16]
- 10月4日 - 高田賢三、日本のファッションデザイナー（* 1939年）[17]
- 10月4日 - ヤン・デ・ブーブリ（英語版）、オランダの建築家、インテリアデザイナー（* 1942年）[18]
- 10月4日 - 稲葉道行、日本の調教師【埼玉県浦和競馬組合所属】（* 1944年）[19]
- 10月4日 - 海老澤善一、日本の哲学者、愛知大学元副学長・名誉教授（* 1945年）[20]
- 10月4日 - トーマス・ジェファーソン・バード（英語版）、アメリカ合衆国の俳優（* 1950年）[21]
- 10月4日 - アルメリア・マックィーン（英語版）、アメリカ合衆国の女優（* 1952年）[22]
- 10月4日 - クラーク・ミドルトン（英語版）、アメリカ合衆国の俳優（* 1957年）[23]
- 10月4日 - 小林信吾、日本のキーボード奏者、音楽プロデューサー（* 1958年）[24]
- 10月5日 - 山本俊治、日本の国語学者、武庫川女子大学名誉教授、元学長（* 1922年）[25]
- 10月5日 - マーガレット・ノーラン（英語版）、イギリスの女優（* 1943年）[26]
- 10月5日 - 高山真、日本のエッセイスト（* 1970年?）[27]
- 10月6日 - ジョン・ベアリング、イギリスの貴族、銀行家、政治家、第7代アシュバートン男爵（* 1928年）[28]
- 10月6日 - ジョニー・ナッシュ（英語版）、アメリカ合衆国のシンガーソングライター（* 1940年）[29]
- 10月6日 - バニー・リー、ジャマイカの音楽プロデューサー（* 1941年）[30]
- 10月6日 - エドワード・ヴァン・ヘイレン、オランダ系アメリカ人のロック・ギタリスト、作曲家、音楽家、ヴァン・ヘイレンメンバー（* 1955年）[31]
- 10月6日 - まつもと泉、日本の漫画家（* 1958年）[32][33][34]
- 10月7日 - リュシー・ペイロー（英語版）、フランスの醸造家（* 1917年）[35]
- 10月7日 - 斎藤成文、日本の電気工学者、東京大学名誉教授（* 1919年）[36]
- 10月7日 - レイ・ペニントン（英語版）、アメリカ合衆国のカントリーミュージックシンガーソングライター（* 1933年）[37]
- 10月7日 - 筒美京平、日本の作曲家（* 1940年）[38]
- 10月7日 - マリオ・モリーナ、メキシコの化学者、ノーベル化学賞受賞者（* 1943年）[39]
- 10月8日 - ウラジーミル・ドルギフ、ソビエト連邦およびロシアの政治家、冶金学者（* 1924年）[40]
- 10月8日 - ホワイティ・フォード、アメリカ合衆国の元MLB選手【ニューヨーク・ヤンキース】（* 1929年）[41]
- 10月8日 - チャールズ・ムーア、アメリカ合衆国の元陸上競技選手、1952年ヘルシンキオリンピック400mハードル金メダリスト（* 1929年）[42]
- 10月8日 - 羽田新、日本の産業社会学者、明治学院大学名誉教授（* 1929年）[43]
- 10月8日 - 井出孫六、日本の小説家、ルポライター、直木賞受賞者（* 1931年）[44]
- 10月8日 - ジョセフ・ペレ（英語版）、フランスのスペイン史学者（* 1931年）[45]
- 10月8日 - ブライアン・ロッキング（英語版）、イギリスのギタリスト、元シャドウズメンバー（* 1938年）[46]
- 10月8日 - アリ・カリフ・ガライド、ソマリアの政治家、第7代ソマリア首相、チャツモ国大統領（* 1941年）[47]
- 10月8日 - 近藤建吾、日本の舞台監督、技術監督、劇団四季取締役（* 1967年）[48]
- 10月8日 - エリン・ウォール（英語版）、カナダのソプラノ歌手（* 1975年）[49]
- 10月9日 - レン・ロッシー（英語版）、アメリカ合衆国の元プロレスラー、実業家（* 1929年）[50]
- 10月9日 - ルース・ファルコン（英語版）、アメリカ合衆国のソプラノ歌手（* 1942年）[51]
- 10月9日 - セシル・チレー（英語版）、ブラジルの俳優（* 1943年）[52]
- 10月9日 - 橋本武徳、日本の高校野球指導者、天理高等学校野球部前監督（* 1944年）[53]
- 10月9日 - 渡部不二実、日本の女優（* 1958年）[54]
- 10月10日 - ケント・L・ウェイクフォード（英語版）、アメリカ合衆国の撮影監督（* 1928年）[55]
- 10月10日 - 星野正宏、日本の実業家、元相模鉄道（現相鉄ホールディングス）社長（* 1933年?）[56]
- 10月11日 - ハロルド・ベターズ（英語版）、アメリカ合衆国のジャズトロンボーン奏者（* 1928年）[57]
- 10月11日 - 小泉まち子、日本の新派俳優（* 1936年）[58]
- 10月11日 - ジョー・モーガン、アメリカ合衆国の元MLB選手【ヒューストン・アストロズ、シンシナティ・レッズ】（* 1943年）[59]
- 10月12日 - ロバータ・マケイン、アメリカ合衆国の慈善家、ジョン・マケイン実母（* 1912年）[60]
- 10月12日 - アルド・ブロヴァローネ（英語版）、イタリアのカーデザイナー（* 1926年）[61]
- 10月12日 - イェホシュア・ケナズ（英語版）、イスラエルの小説家（* 1937年）[62]
- 10月12日 - リトクワ・トメイン、マーシャル諸島の政治家、第4代大統領（* 1939年）[63]
- 10月12日 - ジョン・ギブソン、アメリカ合衆国のミニマリスト・ミュージシャン、フィリップ・グラス・アンサンブル（英語版）メンバー（* 1940年）[64]
- 10月12日 - コンチャータ・フェレル、アメリカ合衆国の女優（* 1943年）[65]
- 10月12日 - 森川正太、日本の俳優（* 1953年）[66]
- 10月12日 - エリック・アスス（英語版）、チュニジア出身のフランスの映画監督、脚本家（* 1956年）[67]
- 10月13日 - 小野かおる、日本の絵本作家、東京造形大学名誉教授（* 1930年）[68]
- 10月13日 - パーシー・シュマイザー（英語版）、カナダの農夫、反GMO作物活動家（* 1931年）[69]
- 10月13日 - 守谷恒夫、日本の実業家、元住友ベークライト社長（* 1934年）[70]
- 10月13日 - 林原健、日本の実業家、元林原社長（* 1942年）[71]
- 10月13日 - クリス・キリップ（英語版）、マン島の写真家（* 1946年）[72]
- 10月13日 - 中田吉穂、日本の政治家、上小阿仁村長（* 1951年）[73]
- 10月13日 - セイント・ドッグ（英語版）、アメリカ合衆国のラッパー、コットンマウス・キングスメンバー（* 1975年）[74]
- 10月13日 - ライアン・スマイル（英語版）、イギリスの元プロレスラー、元RPWブリテッシュ・クルーザー級王者（* 1989年）[75]
- 10月14日 - ロンダ・フレミング、アメリカ合衆国の女優（* 1923年）[76]
- 10月14日 - ハーバート・クレッツマー（英語版）、南アフリカ共和国出身のイギリスのジャーナリスト、作詞家（* 1925年）[77]
- 10月14日 - 能村昭、日本の実業家、元前澤化成工業社長（* 1927年?）[78]
- 10月14日 - 早坂啓造、日本の経済学者、岩手大学名誉教授（* 1932年）[79]
- 10月14日 - 坂野潤治、日本の歴史学者、東京大学名誉教授（* 1937年）[80]
- 10月14日 - クニオ・ナカムラ、パラオの政治家、第6代大統領（* 1943年）[81]
- 10月14日 - フレッド・ディーン（英語版）、アメリカ合衆国のNFL選手、プロフットボール殿堂（* 1952年）[82]
- 10月15日 - 岡部多喜子、日本の声楽家、東京芸術大学名誉教授（* 1919年）[83]
- 10月15日 - バーヌ・アタイヤ、インドの衣装デザイナー（* 1929年）[84]
- 10月15日 - ソーニャ・エドストローム、スウェーデンのクロスカントリースキー選手、1960年スコーバレーオリンピック女子3×5kmリレー金メダリスト（* 1930年）[85]
- 10月15日 - トム・マシュラー、イギリスの編集者、出版人、ブッカー賞創設者（* 1933年）[86]
- 10月15日 - 竹歳一夫、日本の実業家、元栗田工業社長（* 1933年?）[87]
- 10月15日 - デイヴ・マンデン（英語版）、イギリスのドラマー、ザ・トレメローズメンバー（* 1943年）[88]
- 10月15日 - 福神邦雄、日本の実業家、元アルフレッサホールディングス社長（* 1944年）[89]
- 10月15日 - ゴードン・ハスケル、イギリスのミュージシャン、元キング・クリムゾンメンバー（* 1946年）[90]

## （16日 - 31日）

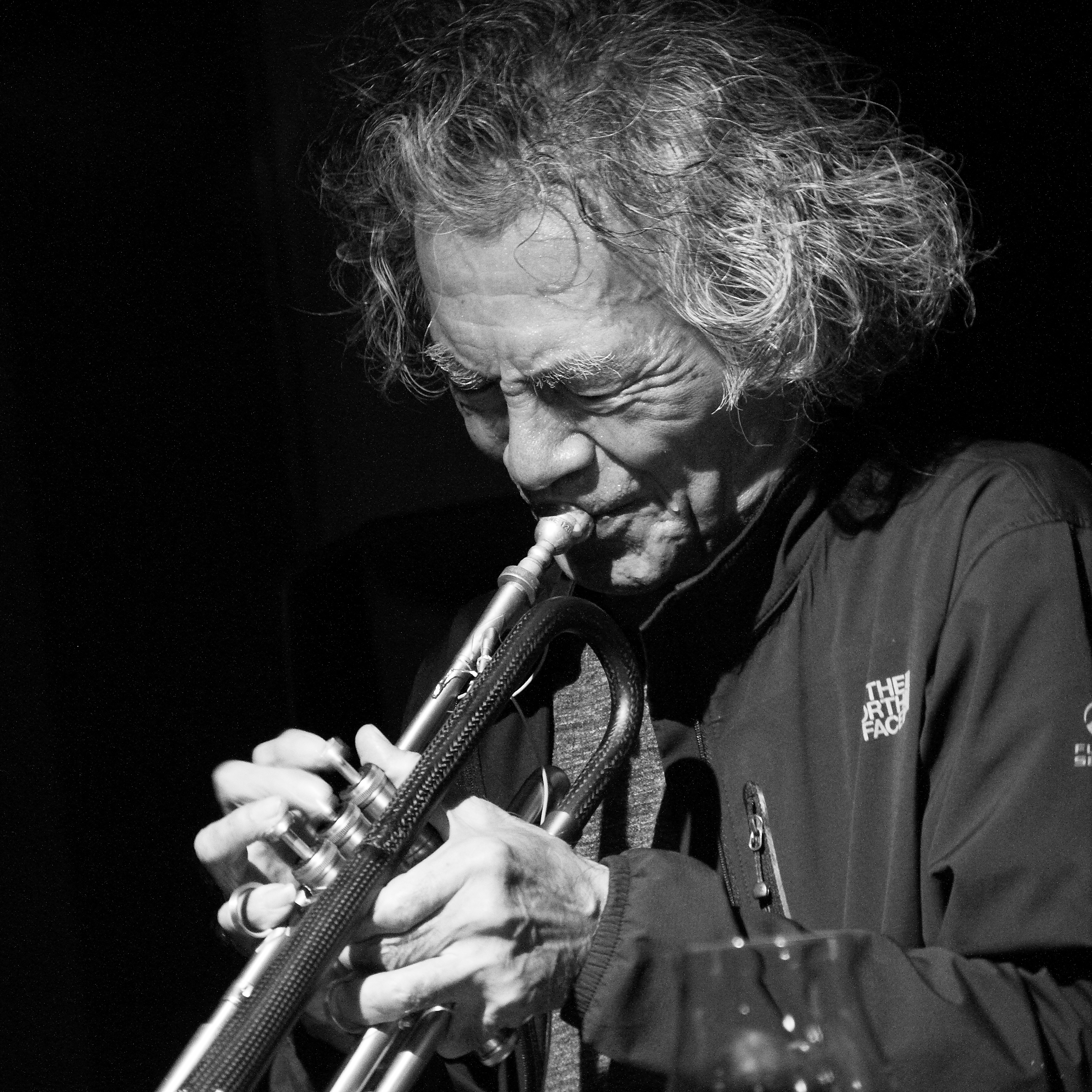
近藤等則／10月17日没

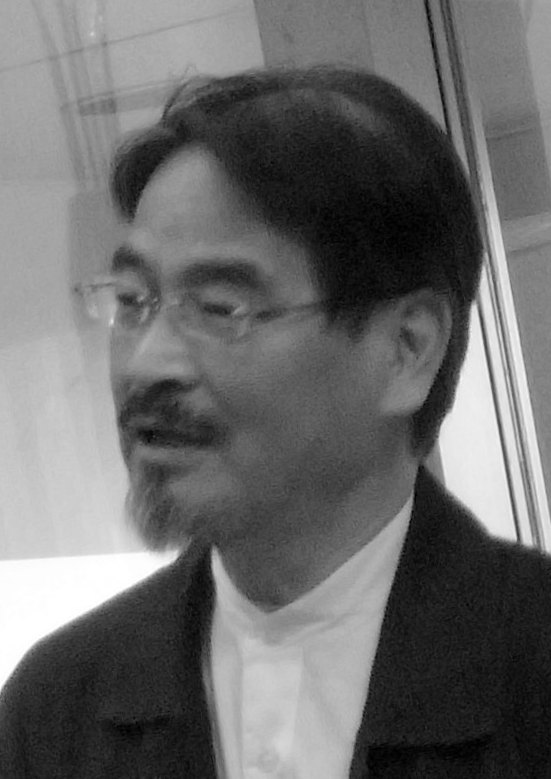
鬼海弘雄／10月19日没

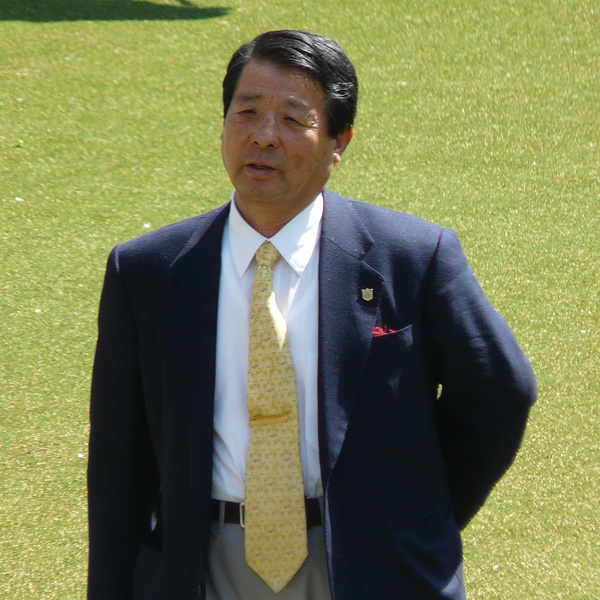
嶋田功／10月19日没（遺体発見日）

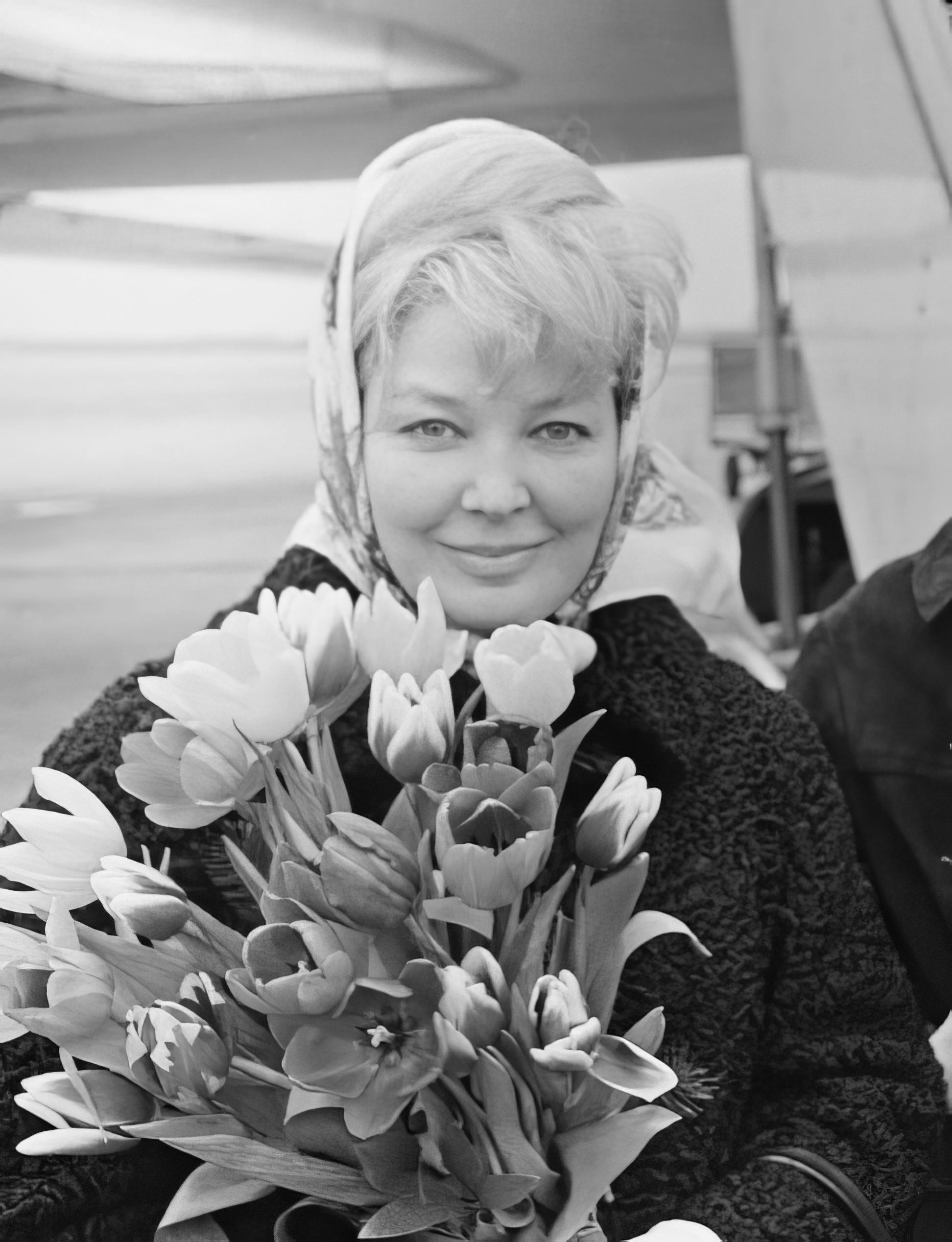
イリーナ・スコブツェワ／10月20日没

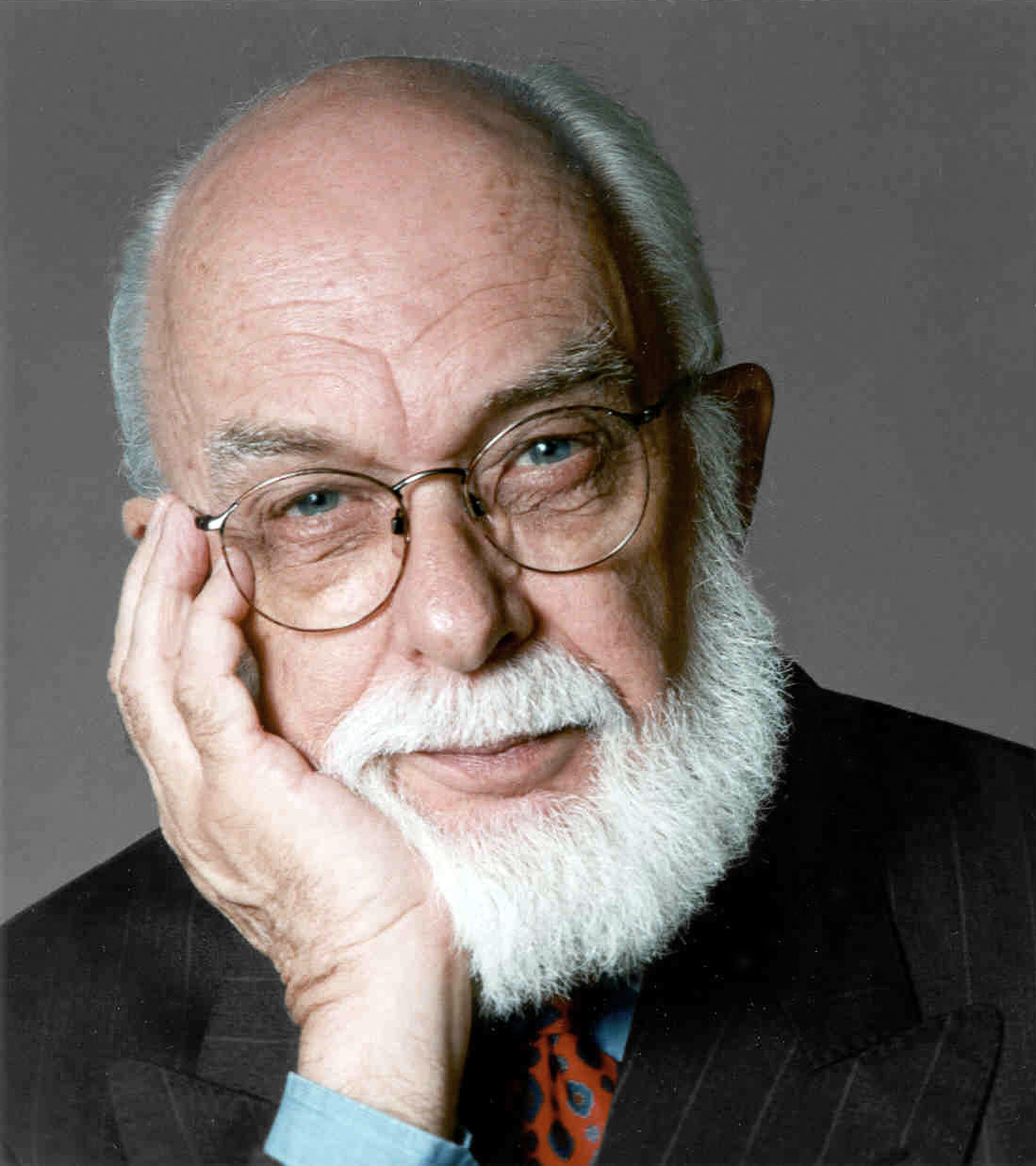
ジェームズ・ランディ／10月20日没

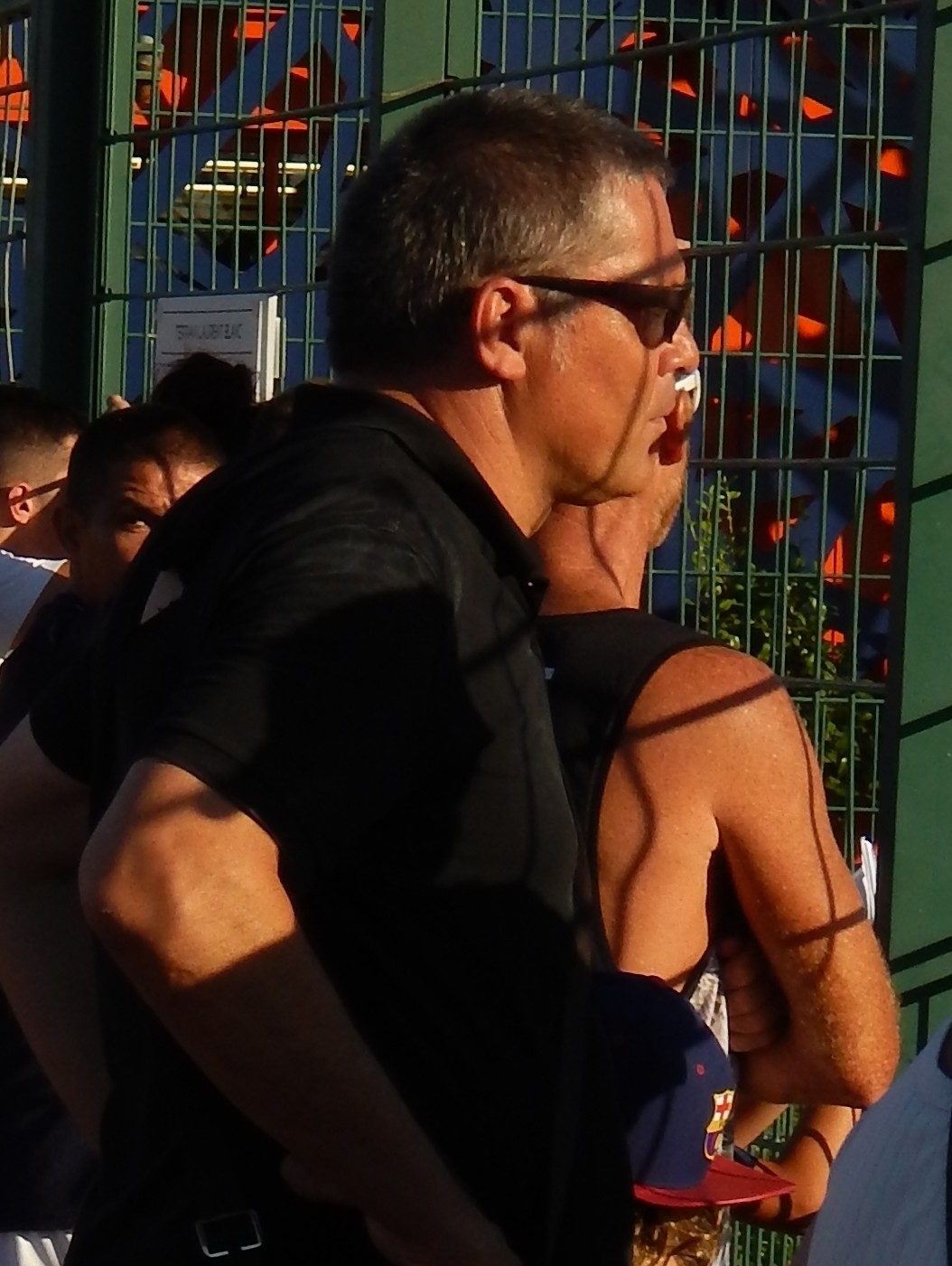
ブルーノ・マルティニ／10月20日没

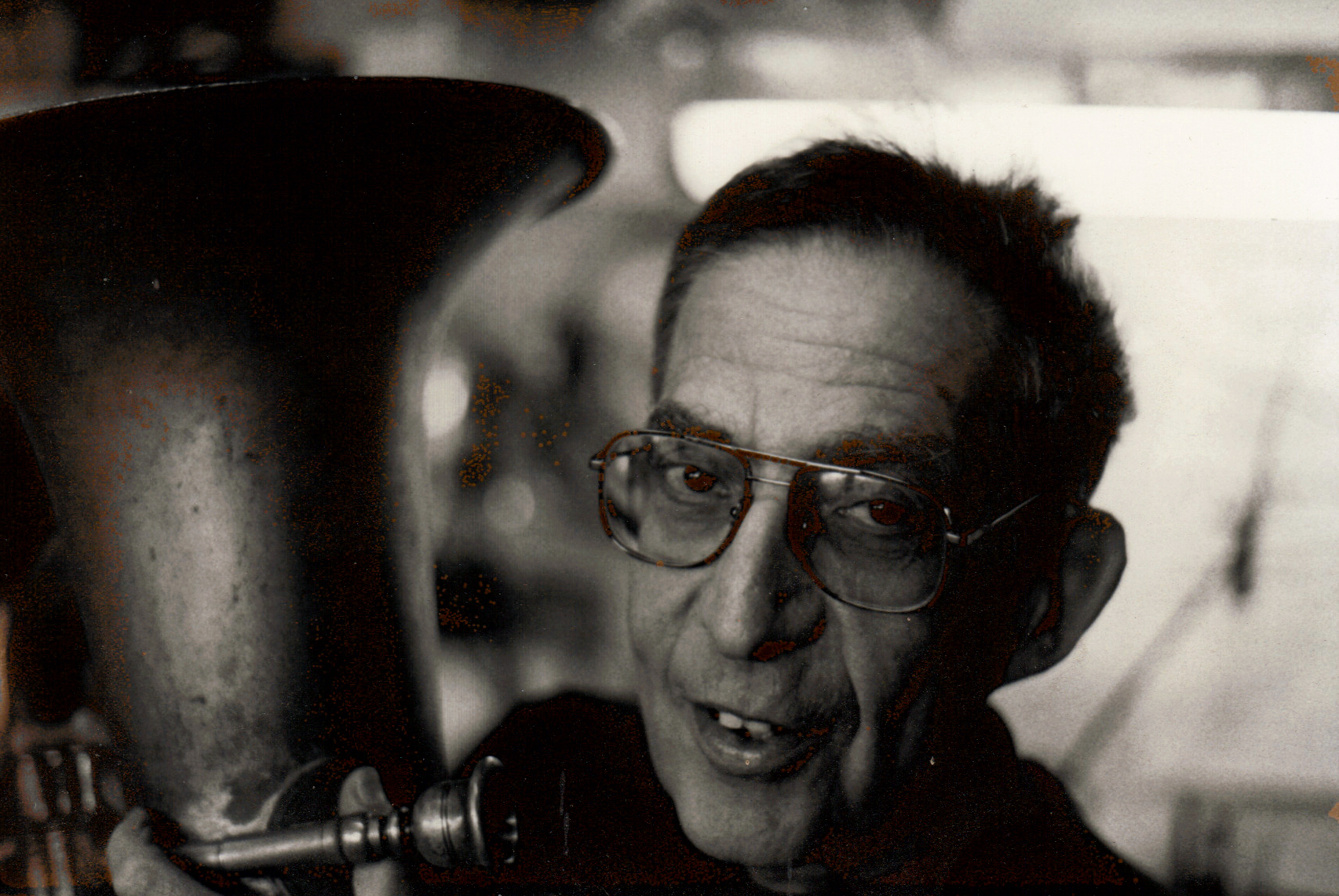
リチャード・A・ルポフ／10月22日没

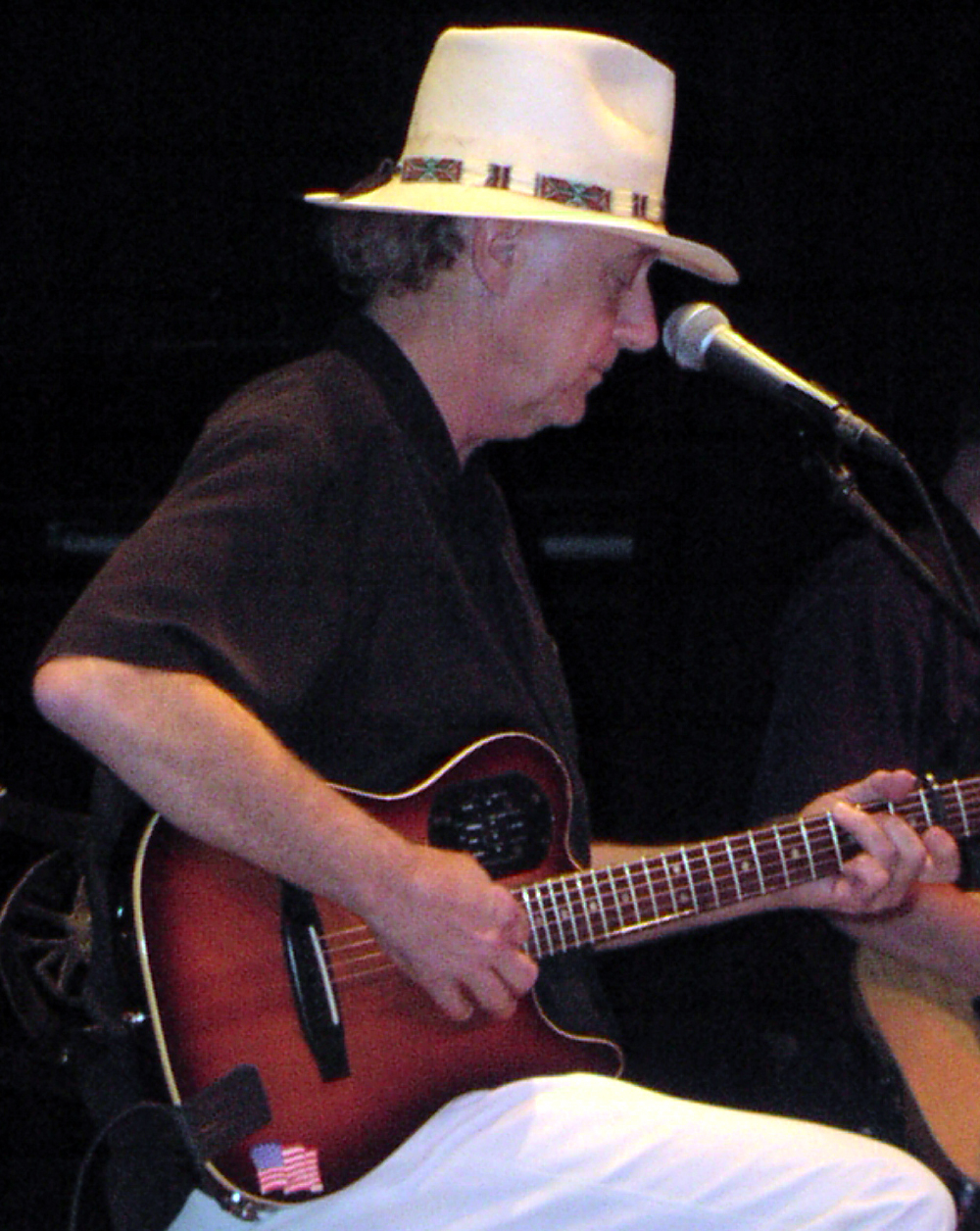
ジェリー・ジェフ・ウォーカー／10月23日没

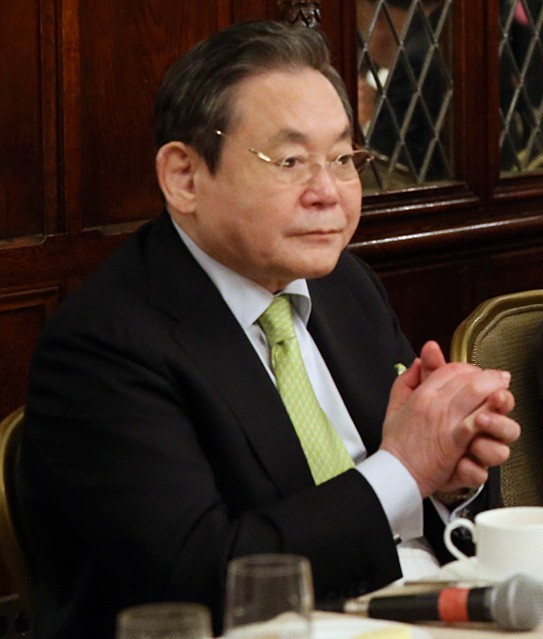
李健熙／10月25日没

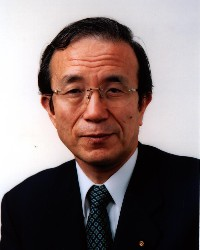
阿部正俊／10月25日没

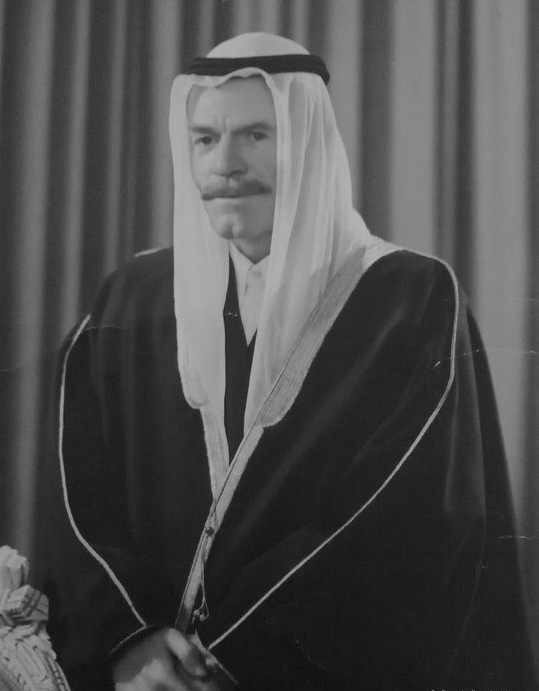
イッザト・イブラーヒーム／10月26日没

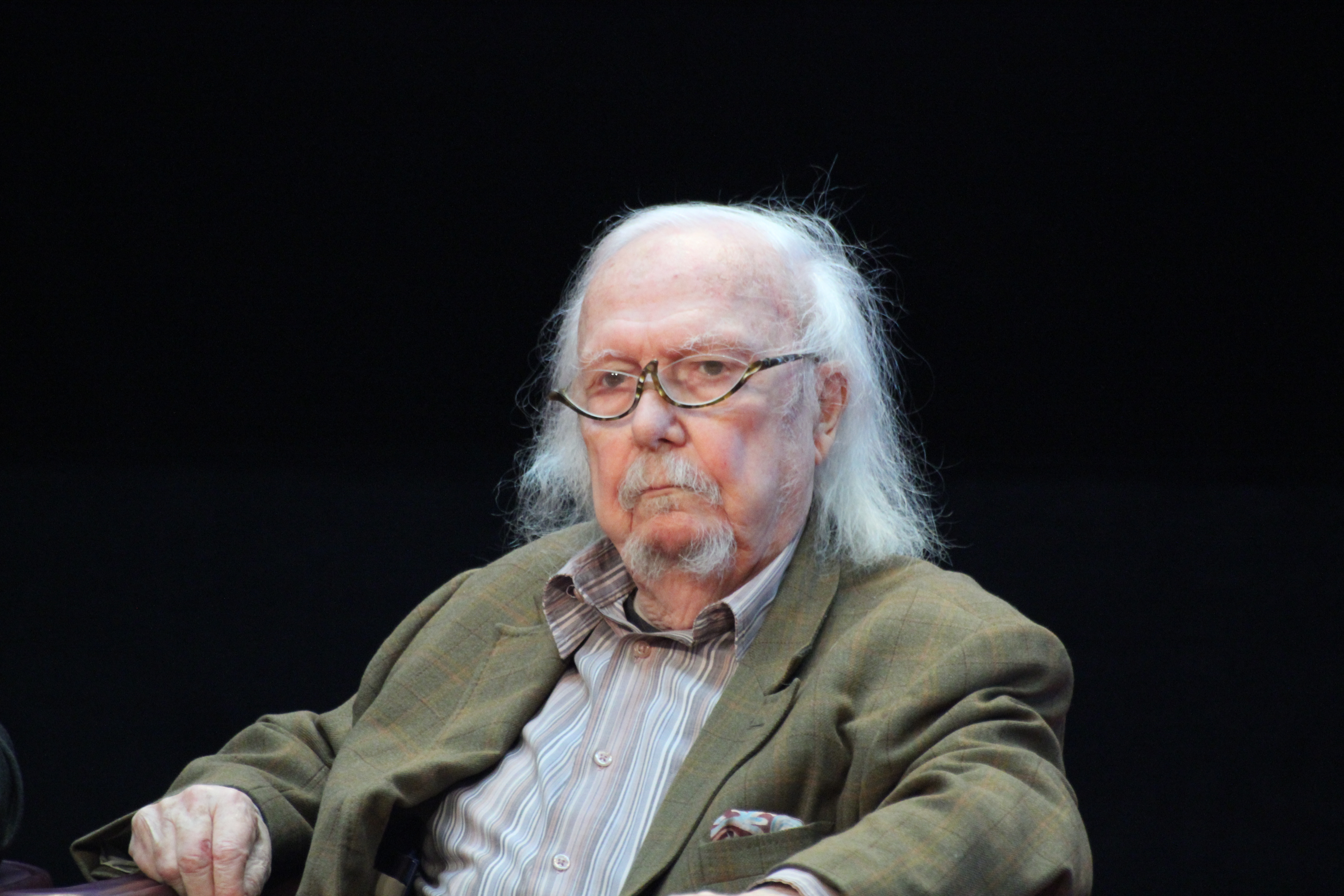
アラン・レイ／10月28日没

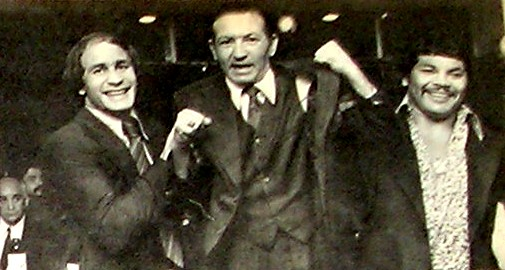
ミゲル・アンヘル・カステリーニ（左）／10月28日没

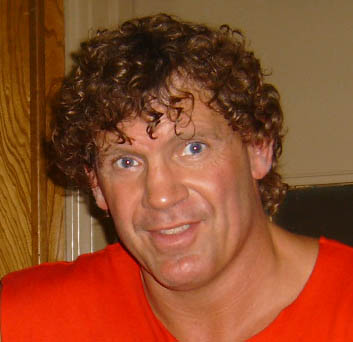
トレイシー・スマザーズ／10月28日没

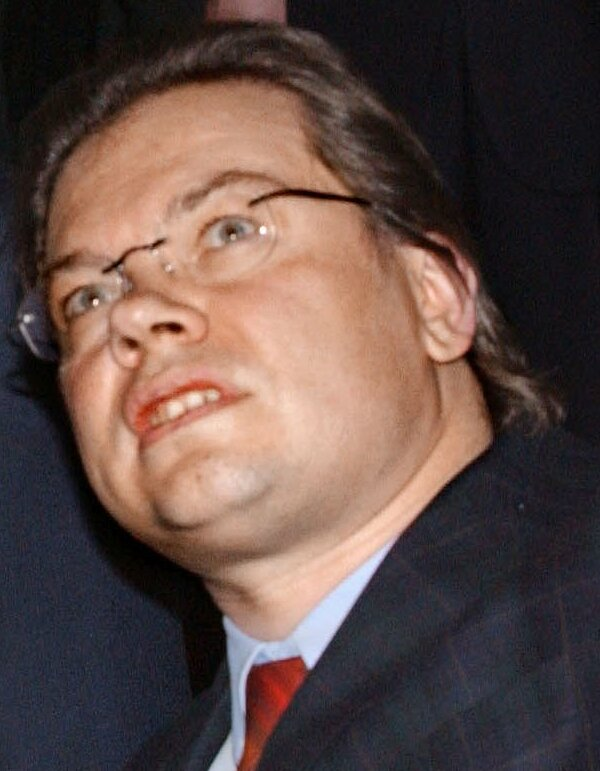
アレクサンドル・ヴェデルニコフ／10月29日没

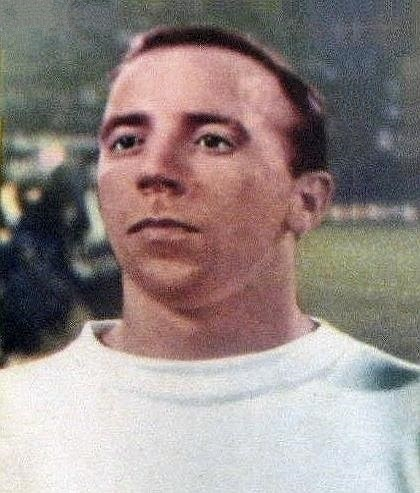
ノビー・スタイルズ／10月30日没

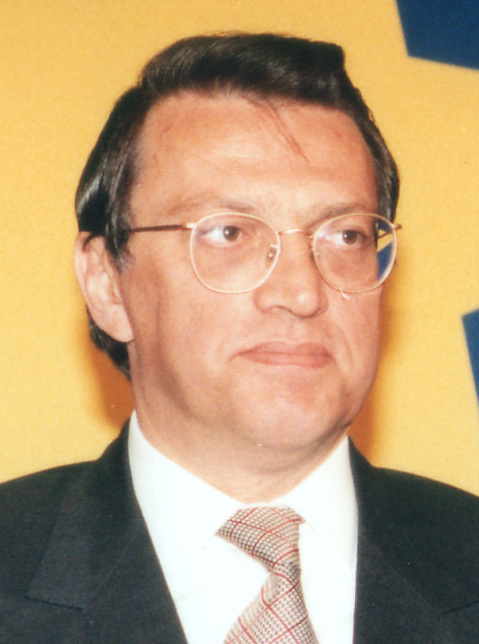
メスト・ユルマズ／10月30日没

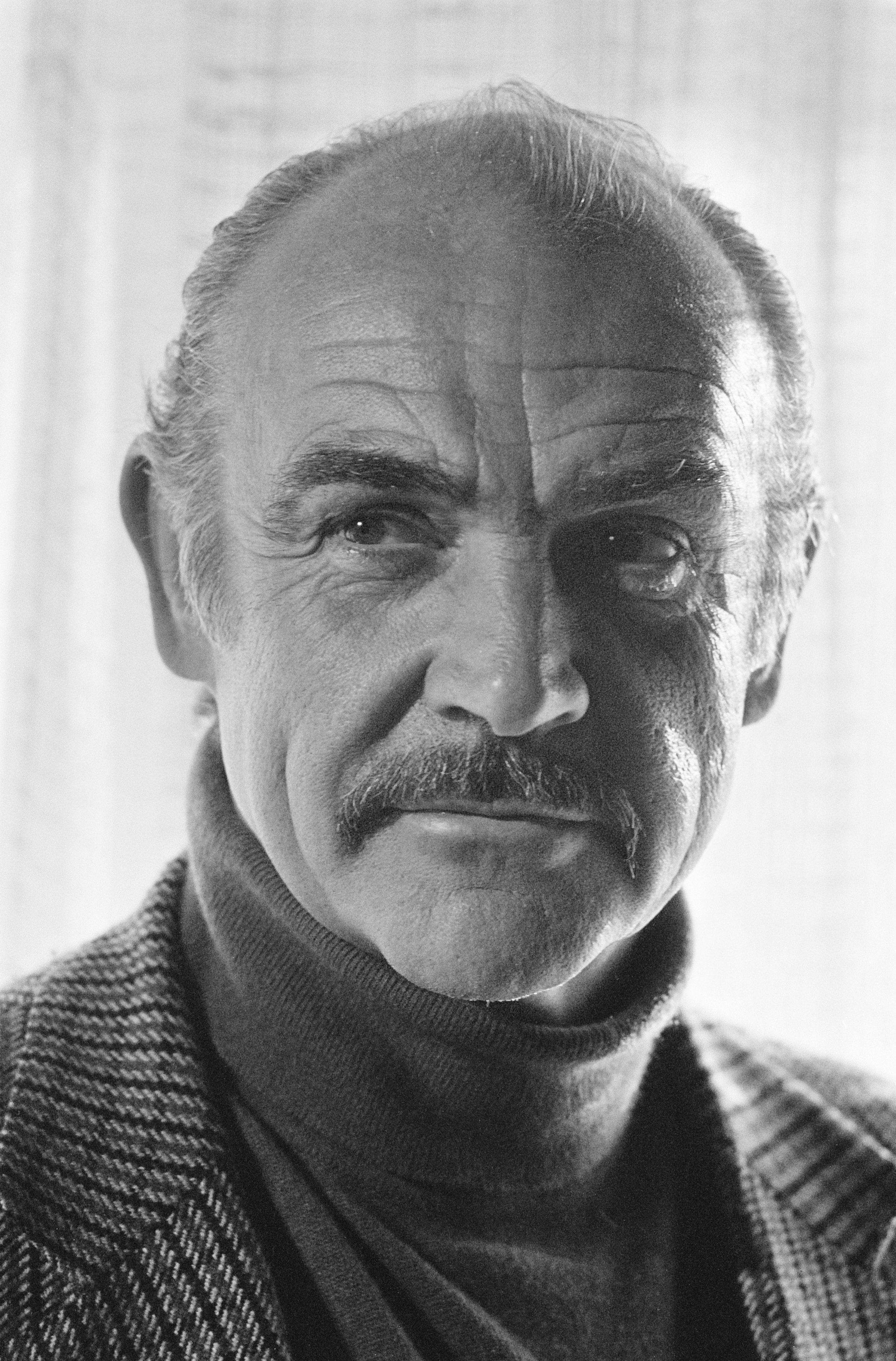
ショーン・コネリー／10月31日没

- 10月16日 - 八木直彦、日本の実業家、元日本製鋼所社長（* 1924年?）[91]
- 10月16日 - ジョニー・ブッシュ（英語版）、アメリカ合衆国のカントリーミュージックシンガーソングライター（* 1935年）[92]
- 10月16日 - アンソニー・チスホルム（英語版）、アメリカ合衆国の俳優（* 1943年）[93]
- 10月16日 - サムエル・パティー、フランスの教師（* 1973年）[94]
- 10月17日 - タクナ・ジグメ・ザンポ（英語版）、チベットの元教師、元政治服役囚（* 1926年）[95]
- 10月17日 - リシャルト・ロンチェフスキ（英語版）、ポーランドの俳優（* 1930年）[96]
- 10月17日 - 林幹雄、日本の元アナウンサー【RKB毎日放送所属】（* 1934年 or 1935年）[97]
- 10月17日 - 張俐娜（中国語版）、中華人民共和国の化学者、武漢大学教授（* 1940年）[98]
- 10月17日 - 近藤等則、日本のジャズトランペット奏者（* 1949年）[99][100]
- 10月17日 - 七瀬雪乃、日本のアイドル歌手、てぃんく♪メンバー（* 2003年）[101]
- 10月18日 - ルネ・フェルバー（英語版）、スイスの政治家、元連邦参事会メンバー、元連邦大統領（* 1933年）[102]
- 10月18日 - ラレ・バフティヤル（英語版）、イラン出身のアメリカ合衆国の作家、翻訳家、臨床心理士（* 1938年）[103]
- 10月18日 - 佐藤東洋士、日本の学園経営者、桜美林大学理事長・学園長、日本私立大学協会会長（* 1944年）[104]
- 10月18日 - ホセ・パディーヤ（英語版）、スペインのDJ、音楽プロデューサー（* 1955年）[105]
- 10月18日 - 力造、日本のテーブルトークRPGデザイナー（* 1978年 or 1979年）[106]
- 10月18日 - 津野米咲、日本のミュージシャン、赤い公園メンバー（* 1991年）[107]
- 10月19日 - 橋本善吉、日本の経営者・馬主、競走馬マルゼンスキーのオーナー、橋本聖子の父（* 1924年?）[108]
- 10月19日 - エンツォ・マリ（英語版）、イタリアの家具デザイナー（* 1932年）[109]
- 10月19日 - ジル・ペイトン・ウォルシュ、イギリスの小説家（* 1937年）[110]
- 10月19日 - スペンサー・デイヴィス（英語版）、イギリスのミュージシャン、スペンサー・デイヴィス・グループメンバー（* 1939年）[111]
- 10月19日 - ヴォイチェフ・プショニアク（英語版）、ポーランドの俳優（* 1942年）[112]
- 10月19日 - 鬼海弘雄、日本の写真家（* 1945年）[113]
- 10月19日（遺体発見日） - 嶋田功、日本の元競馬騎手・調教師【日本中央競馬会所属】（* 1945年）[114]
- 10月19日 - トニー・ルイス（英語版）、イギリスのミュージシャン、アウトフィールド（英語版）メンバー（* 1957年）[115]
- 10月20日 - イリーナ・スコブツェワ、ロシアの女優（* 1927年）[116]
- 10月20日 - 大柳英二、日本の英語音声学者、慶応大学名誉教授（* 1927年?）[117]
- 10月20日 - ジェームズ・ランディ、カナダのマジシャン、疑似科学批判者（* 1928年）[118]
- 10月20日 - 芦沢俊郎、日本の脚本家（* 1930年）[119][120]
- 10月20日 - アレックス・ヴァレンヌ、フランスの画家、漫画家（* 1939年）[121]
- 10月20日 - ブルーノ・マルティニ、フランスの元サッカー選手、元同国代表（* 1962年）[122]
- 10月20日 - 片岡知子、日本の音楽家、インスタントシトロンメンバー（* 1969年）[123]
- 10月21日 - マージ・チャンピオン（英語版）、アメリカ合衆国のダンサー、女優（* 1919年）[124]
- 10月21日 - 中村純二、日本の超高層大気物理学者、東京大学名誉教授（* 1923年）[125]
- 10月21日 - 百瀬伸夫、日本の実業家、岸・アンド・アソシエーツ代表取締役会長[126]
- 10月21日 - フランク・ホーヴァット、イタリア（現クロアチア領オパティヤ）出身のフランスの写真家（* 1928年）[127]
- 10月21日 - 黛執、日本の俳人（* 1930年）[128][129][130]
- 10月21日 - ポール・ルデュック（英語版）、メキシコの映画監督（* 1942年）[131]
- 10月22日 - フリオ・セザール・モラ・タピア（ロシア語版）、エクアドルの世界最高齢夫婦の夫（* 1910年）[132]
- 10月22日 - リチャード・A・ルポフ、アメリカ合衆国のSF作家（* 1935年）[133]
- 10月22日 - ウィリアム・ブリン（英語版）、アメリカ合衆国のテレビプロデューサー、脚本家（* 1937年）[134]
- 10月22日 - 久道茂、日本の医学者、東北大学名誉教授（* 1939年）[135]
- 10月22日 - 山内日出夫、日本の政治家、元福島県会津若松市長（* 1952年）[136]
- 10月22日 - クリス・ハゲット（英語版）、イギリスのシンセサイザーデザイナー（* 生年不明）[137]
- 10月23日 - ジェリー・ジェフ・ウォーカー、アメリカ合衆国のカントリーミュージックシンガーソングライター（* 1942年）[138]
- 10月24日 - 鄭昭盛（朝鮮語版）、韓国の小説家、檀国大学校教授（* 1942年）[139]
- 10月24日 - アブドゥル・アジム（英語版）、ブルネイの王族、映画プロデューサー、ハサナル・ボルキア国王第七子（* 1982年）[140][141]
- 10月25日 - ロザンナ・カルテーリ（英語版）、イタリアのソプラノ歌手（* 1930年）[142]
- 10月25日 - ミン・チョー・リー（英語版）（李名覺）、中国出身のアメリカ合衆国の芸術監督（* 1930年）[143]
- 10月25日 - ダイアン・ディ・プリマ（英語版）、アメリカ合衆国の詩人（* 1934年）[144]
- 10月25日 - 蓮田太二、日本の産婦人科医、慈恵病院理事長、赤ちゃんポスト「こうのとりのゆりかご」開設者（* 1936年）[145]
- 10月25日 - 李健熙、韓国の実業家、元サムスン電子会長（* 1942年）[146]
- 10月25日 - 阿部正俊、日本の政治家、元自由民主党参議院議員（* 1942年）[147]
- 10月26日 - 山内束、日本の実業家、元ソーダニッカ社長（* 1925年?）[148]
- 10月26日 - スタン・ケスラー（英語版）、アメリカ合衆国のミュージシャン、音楽プロデューサー、作詞家（* 1928年）[149]
- 10月26日 - 伊藤郁男、日本の政治家、元民社党参議院議員（* 1930年）[150][151][152]
- 10月26日 - イッザト・イブラーヒーム、イラクの政治家、元革命指導評議会副議長（* 1942年）[153]
- 10月27日 - 大城立裕、日本の小説家、元沖縄県立博物館館長（* 1925年）[154]
- 10月27日 - ペドロ・セルバンテス（英語版）、メキシコの彫刻家（* 1933年）[155]
- 10月27日 - 高豊文（中国語版）、中華人民共和国の元サッカー選手・指導者、元同国代表・代表監督（* 1939年）[156]
- 10月27日 - 手塚幸紀、日本の指揮者（* 1940年）[157]
- 10月27日（遺体発見日） - 田中稔章、日本の実業家、元日世社長・会長（* 1944年）[158]
- 10月28日 - アラン・レイ、フランスの言語学者、辞書編集者、ディクシオネール・ル・ロベール（フランス語版）編集長（* 1928年）[159]
- 10月28日 - 橘家圓平、日本の落語家（* 1931年）[160][161]
- 10月28日 - ミゲル・アンヘル・カステリーニ、アルゼンチンの元プロボクサー、元WBA世界スーパーウェルター級王者（* 1947年）[162]
- 10月28日 - 佐藤義和、日本のテレビプロデューサー、元フジテレビ制作局演芸担当部長（* 1948年）[163]
- 10月28日 - 竹柴源一、日本の歌舞伎狂言作者（* 1953年）[164]
- 10月28日 - トレイシー・スマザーズ、アメリカ合衆国のプロレスラー、元WCW世界タッグ王者（* 1962年）[165]
- 10月29日 - 中村慶一郎、日本のジャーナリスト、政治評論家、元内閣総理大臣秘書官【三木武夫内閣】（* 1934年）[166][167]
- 10月29日 - 佐江衆一、日本の小説家（* 1934年）[168]
- 10月29日 - アレクサンドル・ヴェデルニコフ、ロシアの指揮者（* 1964年）[169]
- 10月30日 - ノビー・スタイルズ、元イングランド代表サッカー選手（* 1942年）[170]
- 10月30日 - メスト・ユルマズ、トルコの政治家、第48・53・55代首相（* 1947年）[171]
- 10月30日（遺体発見日）- キム・ナムチュン（朝鮮語版）、韓国のサッカー選手【FCソウル所属】（* 1989年）[172]
- 10月31日 - ショーン・コネリー、スコットランドの俳優、スパイ映画『007』シリーズ初代ジェームズ・ボンド役（* 1930年）[173][174][175]
- 10月31日 - 大塚洋、日本の俳優（* 1954年）[176]